# Elimä
Elimä (finska: Elimäki) är en tätort i Kouvola stad (kommun). Vid tätortsavgränsningen 31 december 2012 hade Elimä 1 382 invånare och omfattade en landareal av 4,19 kvadratkilometer.

## Före detta kommun

Vapen

Elimä (finska Elimäki) var också namnet på en kommun i landskapet Kymmenedalen i Södra Finlands län. Elimä kyrkoby var kommunens centralort, och den andra, större tätorten hette Koria. Sedan 1 januari 2009 ingår Elimä i Kouvola stad. Elimä hade 8 355 invånare och en yta på 391,74 km² när den avskaffades.
Kommunen var enspråkigt finsk.

## Historia
År 1608 förlänade Sveriges kung Karl IX dåvarande Elimä fjärding till ryttmästarens Henrik Wrede (död 1605) änka och söner, som erkännande för att ryttmästare Wrede hade räddat kungens liv under slaget vid Kirkholm 1605. Området omfattade då åtskilliga kvadratmil och innefattade flera herrgårdar, bland annat Anjala herrgård.

## Politik

### Mandatfördelning i Elimä kommun, valen 1976–2004
| 2 | 8 | 2 | 17 | 6 |

|  | 7 | 2 |  | 15 |  | 8 |

|  | 8 |  |  | 14 |  | 9 |

| 7 | 2 | 16 |  | 9 |

| 9 | 4 | 14 |  | 7 |

| 8 | 3 | 15 | 2 | 7 |

| 6 | 2 | 2 | 15 |  | 9 |

| 6 | 3 |  | 15 | 10 |

| 23 | 12 |